# Рыбацкая улица (Ломоносов)
Рыба́цкая у́лица — улица в городе Ломоносове Петродворцового района Санкт-Петербурга, в историческом районе Ольгин Канал. Проходит от улицы Евгения Ефета у дома 9 за улицу Евгения Ефета севернее дома 27.
Первоначальное название — Морска́я улица — появилось в 1920-х годах. Связано с тем, что улица расположена рядом с Финским заливом Балтийского моря.
Рыбацкой улица стала в январе 1968 года, поскольку на ней проживали рыбаки находившегося здесь рыболовецкого колхоза.
В настоящее время часть улица — от дома 11 до улицы Евгения Ефета севернее дома 27 — фактически отсутствует.
С началом строительства в 2011 году порта Бронка начали сносить жилую застройку Ольгина Канала, в том числе на Рыбацкой улице. К осени 2014 года были снесены дома 1, 3, 5 и 7. Часть самой Рыбацкой улицы в её начале будет переустроена из-за прокладки железной дороги. В 2015 году стало известно, что будет изъят земельный участок на Рыбацкой улице, 27, а сам дом снесён К 2019 году все дома по Рыбацкой улице были снесены, готовился документ об упразднении улицы. Постановлением Правительства Санкт-Петербурга от 20.01.2021 исторический район Ольгин канал и обе его улицы (Евгения Ефета и Рыбацкая) были упразднены.